# PTW Championship
PTW Championship – światowy tytuł mistrzowski profesjonalnego wrestlingu stworzony przez polską federację Prime Time Wrestling. Mistrzostwo jest najwyższym wyróżnieniem w federacji. Inauguracyjnym i zarazem obecnym mistrzem jest Puncher.
Powstanie mistrzostwa zostało ogłoszone 26 listopada 2022 roku na gali Kinguin PTW #3: Legends, a sam tytuł został oficjalnie zaprezentowany w trakcie gali PTW #5: Gold Rush, gdzie pierwszym mistrzem został zwycięzca 20-osobowego Gold Rush Rumble matchu.

## Historia
Powstanie tytułu zostało ogłoszone 26 listopada 2022 roku w trakcie gali Kinguin PTW #3: Legends przez Arkadiusza Pawłowskiego, włodarza i konferansjera federacji. Razem z powstaniem tytułu ogłoszono również pojedynek wyłaniający pierwszego mistrza – Gold Rush Rumble match będący 20-osobową wariacją battle royal matchu. Pojedynek odbył się w main evencie gali PTW #5: Gold Rush, a jego zwycięzcą został Dawid „Puncher” Seńko. 

## Panowania
Stan na 28 marca 2025.
| Nr        | Ogólny numer panowania                                       |
| Panowanie | Liczba panowań konkretnego mistrza                           |
| Dni       | Liczba dni panowania                                         |
| +         | Oznacza, że liczba dni w posiadaniu wzrasta z kolejnym dniem |

| Nr | Mistrz  | Zmiana mistrza     | Zmiana mistrza    | Zmiana mistrza      | Statystyki panowania | Statystyki panowania | Notka | Odn.  |
| Nr | Mistrz  | Data               | Gala              | Miejsce             | Panowanie            | Dni                  | Notka | Odn.  |
| -- | ------- | ------------------ | ----------------- | ------------------- | -------------------- | -------------------- | --- | ----- |
| 1  | Puncher | 3 lutego 2024(dts) | PTW #5: Gold Rush | Częstochowa, Polska | 1                    | 419+                 | Był to 20-osobowy Gold Rush Battle Royal, w którym Puncher jako ostatniego wyeliminował Axela Foxa, aby stać się inauguracyjnym mistrzem. | [ 6 ] |